# Rudolf von Rothweil
Rudolf von Rothweil war Fürstbischof von Straßburg, eigentlich Bischofselekt, von 1162 bis 1179 unter der Herrschaft des Kaisers Friedrich I., dem Pontifikat von Alexander III. und der Schirmherrschaft der Mainzer Metropoliten Konrad I. von Wittelsbach und Christian I. von Buch.

## Herkunft und Familie
Kaiser Friedrich I. erfuhr bei einem Treffen in Burgund mit König Ludwig VII. von Frankreich hinsichtlich des päpstlichen Schismas, dass der ihm zugetane Bischof von Straßburg Burchard von Michelbach gestorben war. Aufgrund seiner Macht über das politische Geschehen in seiner heimatlichen Region ließ er seinen Hofkaplan Rudolf, Stiftsherr im Münster von Straßburg und Propst von Sankt Thomas, zum Bischof wählen.
Rudolf stammte aus der alteingesessenen elsässischen Familie von Rothweil, die im 16. Jahrhundert erlosch. In einer Schenkung des Grafen Hugo von Dagsburg an das Kloster Baumgarten, die Bischof Rudolf beurkundete, wird ein Bernhard von Rotenwill erwähnt, der ein Blutsverwandter (Consanguineus) von Rudolf ist. Der edle Herr Bernhard von Rotenwill, der allerdings im obengenannten Kloster begraben wurde, und sein Neffe Anihel von Andlau, der erste urkundlich belegte Stammvater (Primus hujus familiae) des regional einflussreichen Adelsgeschlechts von Andlau mit dem Vornamen Andelo oder Anihel, waren Dienstleute der Grafen von Dagsburg, der Habsburger und des Zähringer Geschlechts. Alle nennen sich wahrscheinlich nach dem Kleinadel von Rotweil im Breisgau.

## Leben und Wirken

### Ein schismatischer Bischof
Da dieser Bischof der Gunst des Kaisers seine Wahl verdankte, nahm er wohl oder übel Partei für den Gegenpapst Viktor IV. und gehörte somit rein kirchengeschichtlich zu den schismatischen Bischöfen des Straßburger Bistums. Gleichwohl empfing Rudolf die Bischofsweihe nicht von Viktor IV., der am 22. April 1164 starb, sondern von dessen ebenfalls schismatischem Nachfolger, dem Gegenpapst Paschalis III. bei einem militärischen Zug von Friedrich Barbarossa nach Italien. Paschalis III. wurde unter anderem dadurch bekannt, dass er entgegen der Meinung des rechtmäßigen Papstes Alexander III. und der vorigen Pontifizes auf Wunsch des staufischen Monarchen Karl den Großen heiligsprach.
In der Tat zog Friedrich 1166 über die Alpen, um den unrechtmäßig ernannten Papst zu unterstützen. Er bemächtigte sich zur Einschüchterung der Hafenstadt Ancona und zwang Rom am 24. Juli 1167 zur Kapitulation. Papst Alexander III. floh nach Benevent. Paschalis III. wurde am 30. Juli 1167 vom Kaiser inthronisiert. So konnte der neue Papst dem Kaiser und dessen Gemahlin die Krone am 1. August 1167 erneut aufsetzen und den im Gefolge des Kaisers befindlichen Bischof Burchard weihen. Die Pest brach unter den Truppen aus; Friedrich von Rothenburg, Herzog von Schwaben und Elsass, starb neben anderen am 19. August daran, so dass der Kaiser und sein Tross nicht mehr zögerten, Italien zu verlassen.
Am 20. September 1168 starb Paschalis III. und wurde durch Johann, Abt von Strom, unter dem Namen Calixt III. ersetzt. Kaiser Friedrich befürwortete diese Wahl und erhielt dabei bewusst das Schisma aufrecht. Am 26. Mai 1174 versammelte er die Reichsstände in Regensburg und forderte sie auf, ihm zur Unterjochung Italiens zu verhelfen.
Die Belagerung von Alexandria scheiterte 1175, und am 4. Juni 1176 trafen beide Kriegsparteien bei Legnano aufeinander. Friedrich erlitt eine völlige Niederlage. Der stolze Kaiser musste sich vor dem mutigen und wahren Papst Alexander III. beugen. Dieser Papst, der seit dem 9. Mai 1177 sein Domizil in Venedig hatte, empfing den Kaiser dort am 24. Juli und sprach ihn von der Exkommunikation los. Ob der Heilige Vater Rudolf von Rothweil gleichzeitig vergeben und dessen bischöflichen Titel anerkannt hat, ist fragwürdig. Denn der Papst eröffnete am 5. März 1179 das 3. Laterankonzil, um Ordnung in die Missbräuche innerhalb des Klerus und dessen Hierarchie zu bringen. Mehrere Prälaten, unter anderem die Bischöfe von Straßburg, Basel und Metz, wurden als Eindringlinge abgesetzt. Die Regesten der Straßburger Bischöfe erwähnen für den 24. Juli 1177, dass Rudolf seiner Obödienz in Venedig abschwört und sich dem Papst Alexander III. unterwirft. Außerdem wurde auf dem Konzil die Zweidrittelmehrheit der Kardinäle für die Papstwahl festgelegt.
Rudolf von Rothweil stand demzufolge 17 Jahre lang der Straßburger Diözese mehr oder minder im Dienste des Kaisers und nicht im Sinne der Kirche vor. Rudolf übernahm sein Amt ohne Zustimmung eines rechtmäßig gewählten Papstes, da er von dem Gegenpapst Paschalis III. geweiht wurde. Somit blieb Rudolf für seine ganze Amtszeit ein Elekt.
Alexander III. setzte ihn und die Bischöfe von Metz und Basel im April 1179 ab.

### Territorialer Schutz des Bistums
Das Bistum Straßburg, wie allerdings auch seine unmittelbaren Nachbarn Metz und Basel, konnte sich trotz des zunehmenden Unabhängigkeitswillens seitens der Stadtbürger und Zünfte territorial allmählich stabilisieren und teilweise erweitern. Dies hatte eine notwendige Sicherheits- und Befestigungspolitik zur Folge. Der Kaiser, der sich als Wahlelsässer in seiner Residenzstadt Hagenau in den elsässisch-lothringischen politischen Angelegenheiten verstand, riet dem Bischof in den 1170er Jahren, die Burg Hohbarr zu strategischen und defensiven Zwecken oberhalb des Zorntals, der damaligen Handels- und Kommunikationsachse zwischen Lothringen und Elsass, ferner Frankreich und Deutschland, zu errichten. Der felsige Berg, der als idealer Standort am Tor des Elsass oder des Bistums gewählt wurde, gehörte aber zu der Reichsabtei Maursmünster in unmittelbarer Nähe. Rudolf entschädigte die Abtei mit Bewilligung des Bischofs von Metz, unter dessen Jurisdiktion die Abtei stand, mit 30 Äckern im fruchtbareren Gingsheimer Bann einige Kilometer weiter östlich.

## Zeuge für Urkunden von FriedrichI.
Elekt oder Bischof Rudolf erscheint als Zeuge in folgenden Sachen:
- Am 8. Juli 1163, als Kaiser Friedrich I. das Kloster Maursmünster in seinem Schutz auf Bitten von Bischof von Metz Theoderich nahm.[10]
- Am 1. November 1164 in Ulm, als Kaiser Friedrich I. das Kloster Weißenau in seinem Besitzstand bestätigte.[11]
- Am 30. Januar 1164 in Straßburg in einer Urkunde zugunsten von Erzbischof Heribert von Besançon.[12]
- Am 23. April 1167 bei Rimini in einer Urkunde von Friedrich I. zugunsten des Markgrafen Heinrich von Tuscien.[13]
- Am 1. August 1167 in Rom, als Friedrich I. Erzbischof Reinald von Köln die Reichshöfe Andernach und Eckenhagen schenkte.[14]
- Im August 1167 in Pisa, als Friedrich I. Kloster Santa Maria de Serena in seinem Besitzstand bestätigte.[15]
- Am 2. Juli 1173 in Speyer, als Friedrich I. den Mainzer Klerikern erlaubt, über ihr Vermögen frei zu verfügen.[16]
- 1176 bei dem Tausch zwischen dem Propst Jordanis von leberau und dem Schultheiß Burchard von Hagenau.[17]
- Am 20. Juli 1177 in Brondolo bei Chioggia, als Friedrich I. das Domkapitel von Aquileja in seinem Besitzstand bestätigte.[18]